# 1582 Martir
1582 Martir eller 1950 LY är en asteroid i huvudbältet som upptäcktes den 15 juni 1950 av den argentinske astronomen Miguel Itzigsohn vid La Plata observatoriet. Den har fått sitt namn efter det spanska ordet Martir som betyder Martyr och syftar på Eva Perón.
Asteroiden har en diameter på ungefär 37 kilometer.